# Elamenopsis rotunda
Elamenopsis rotunda is een krabbensoort uit de familie van de Hymenosomatidae. De wetenschappelijke naam van de soort is voor het eerst geldig gepubliceerd in 2007 door Naruse & Ng.